# 鱗托菊
鱗托菊 為一種草本植物，也稱為麟托菊、姬麥桿、大羽冠毛菊。
在西方，則被俗稱為 Pink Sunray、Silver Bells、Australian Strawflower、Timeless Rose 或 Mangles Everlasting。 
原產於西澳；在原產地中，鱗托菊在八月到十月間盛開，在台灣則開放於四、五月。

## 特徵
頭狀花序，中央部分為黃色的管狀花，外側包圍著粉紅色或白色、帶點銀色的紙質鱗狀苞片，因是得名。
全株高度數十公分至半米，花莖直立而細長，喜好砂質、泥質或壤土。
由於原產於陽光充足的中緯度環境，因此如果於半日照或陰涼處培育則長得不好；但若是陽光過強又容易灼傷。
因花瓣具有臘質，因此非常適合製作成乾燥花，乾燥後也不會變色。

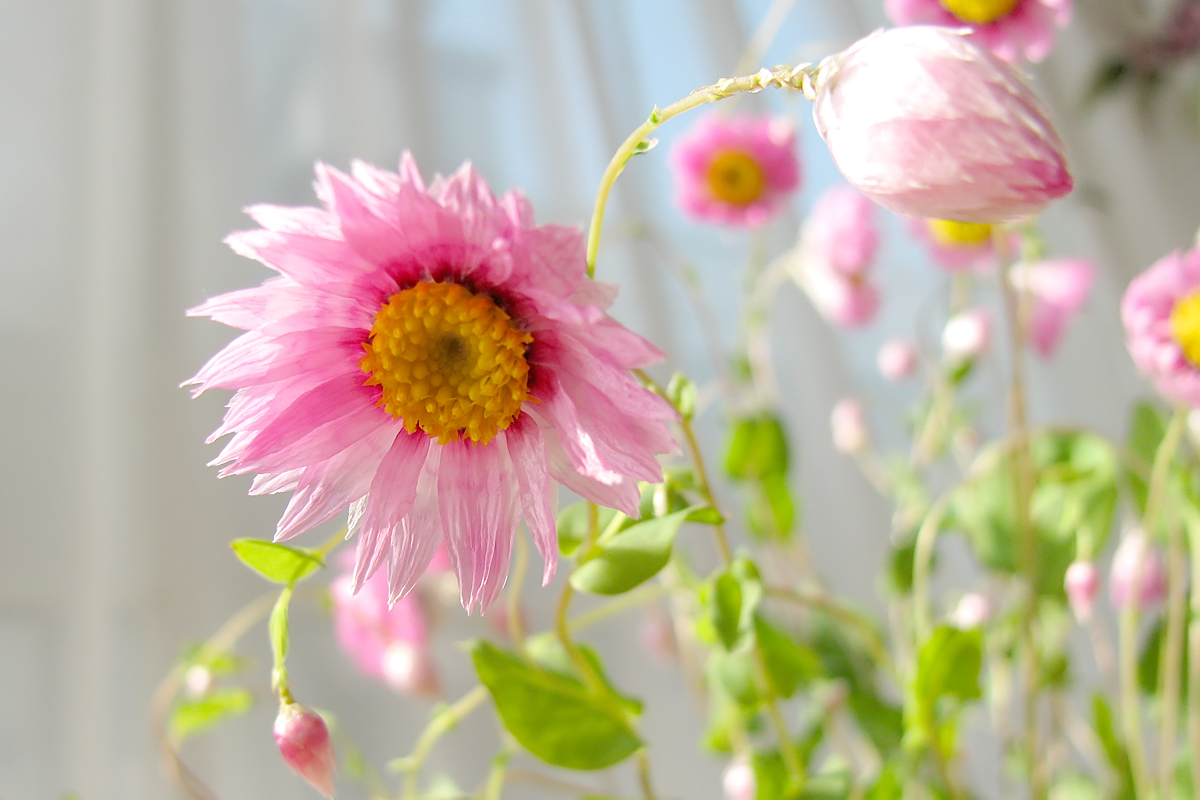
鱗托菊，正面

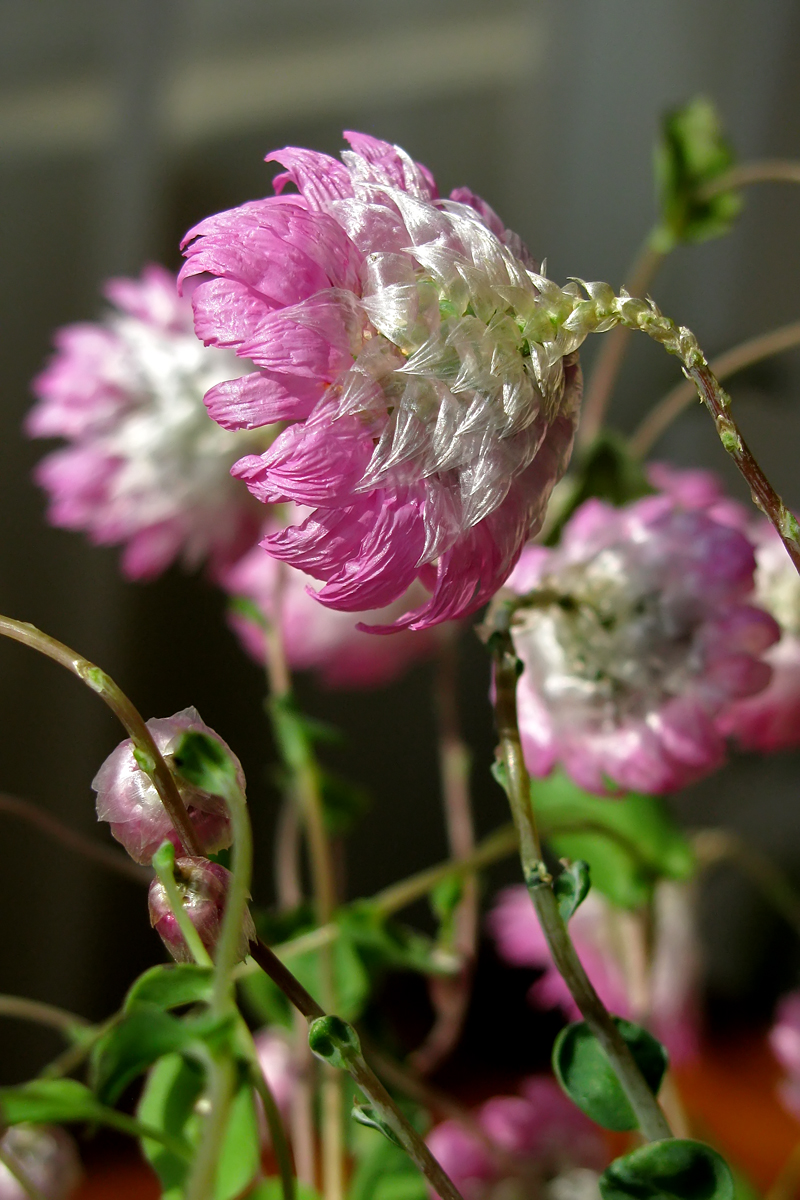
鱗托菊，側面

花語是「永遠的愛」。